# 押絵と旅する男〜人間椅子傑作選 第2集〜
『押絵と旅する男〜人間椅子傑作選・第2集〜』（おしえとたびするおとこ にんげんいすけっさくせん だいにしゅう）は人間椅子の2枚目のベスト・アルバム。
初回特典に、シールと文庫本サイズのブックカバーが付属。

## 解説
アルバムタイトルは江戸川乱歩の同名小説『押絵と旅する男』から。
本作は1作目のベスト・アルバム『ペテン師と空気男〜人間椅子傑作選〜』以降に販売された6枚のアルバムから選ばれた全13曲が収録されている。前作のように未発表曲やシングルからの収録はないため、あまり目新しいものはないものの、収録されている作品はよくライブ等で演奏される楽曲である。
アルバム・ジャケットには小説に擬えた押絵を持つ手が描かれており、全体的に赤っぽい仕上がりとなっている。その中には、16折りの大判パンフレットが入っており、歌詞が書かれている面の裏側には、小説『押絵と旅する男』の舞台となった魚津市を写した地図が印刷されている。
歌詞が全て津軽弁で綴られた楽曲「どだればち」の標準語訳が併記されている。

## 収録曲
| 全編曲: 人間椅子。 |                  |           |                    |       |
| #                  | タイトル         | 作詞      | 作曲               | 時間  |
| 1.                 | 「暗い日曜日」   | 和嶋慎治  | 和嶋慎治           | 6:34  |
| 2.                 | 「どだればち」   | 和嶋慎治  | 鈴木研一、和嶋慎治 | 5:37  |
| 3.                 | 「ダイナマイト」 | 鈴木研一  | 鈴木研一           | 1:54  |
| 4.                 | 「地獄」         | 鈴木研一  | 鈴木研一           | 3:51  |
| 5.                 | 「黒猫」         | 和嶋慎治  | 和嶋慎治           | 8:45  |
| 6.                 | 「天体嗜好症」   | 和嶋慎治  | 鈴木研一           | 6:18  |
| 7.                 | 「幽霊列車」     | 和嶋慎治  | 和嶋慎治           | 5:41  |
| 8.                 | 「蟲」           | 鈴木研一  | 鈴木研一           | 6:35  |
| 9.                 | 「黒い太陽」     | 和嶋慎治  | 和嶋慎治           | 6:11  |
| 10.                | 「怪人二十面相」 | 和嶋慎治  | 鈴木研一           | 6:45  |
| 11.                | 「地獄風景」     | 鈴木研一  | 鈴木研一           | 3:29  |
| 12.                | 「死神の饗宴」   | 和嶋慎治  | 鈴木研一           | 4:49  |
| 13.                | 「見知らぬ世界」 | 和嶋慎治  | 和嶋慎治           | 5:40  |
| 合計時間:          | 合計時間:        | 合計時間: | 合計時間:          | 72:09 |

## 演奏者
- 和嶋慎治 - ギター、ボーカル
- 鈴木研一 - ベース、ボーカル
- 土屋巌 - ドラムス
- 後藤マスヒロ - ドラムス、ボーカル